# Rudi Weissenstein

Rudi Weissenstein, 1940

Rudi Weissenstein (eigentlich Shimon Rudolph Weissenstein; * 17. Februar 1910 in Iglau, Böhmen; † 20. Oktober 1992 in Tel Aviv) war ein israelischer Fotograf. Er wurde vor allem für seine umfangreiche Fotodokumentation aus dem Alltag der jüdischen Einwanderer in den 1930er Jahren bekannt. Mit Robert Capa fotografierte er 1948 die Unabhängigkeitserklärung Israels durch David Ben Gurion. Weissenstein baute eine Sammlung von über einer Million Negativen auf.

## Leben
Rudi Weissenstein wurde 1910 in der böhmisch-mährischen Kleinstadt Iglau geboren und wuchs als eines von vier Kindern eines Fabrikanten und einer Pianistin in bürgerlichen Verhältnissen auf. 1929 bis 1931 absolvierte er an der Graphischen Lehr- und Versuchsanstalt in Wien eine Ausbildung zum Buchdrucker. Im Anschluss leistete er seinen Militärdienst in der tschechoslowakischen Armee ab und arbeitete danach als Fotograf bei der Prager Zeitung.
Seit 1934 plante Weissenstein seine Auswanderung nach Palästina; Ende 1935 verließ er Europa und erreichte im Januar 1936 Haifa. Er arbeitete weiter als Fotograf und Journalist und heiratete 1940 Miriam Arnstein (1913–2011), die in Wien Tanz und Akrobatik studiert hatte und bereits vor Weissenstein nach Palästina ausgewandert war. Gemeinsam eröffneten sie 1940 das Pri-Or Photo House in Tel Aviv in der Rehov Allenby 30. Weissenstein dokumentierte das jüdische Alltags- und Kulturleben in Tel Aviv, zahlreiche prominente Persönlichkeiten, vor allem Künstler und Politiker, etwa Marc Chagall, Max Brod, Eleanor Roosevelt, Isaac Stern und den Maler Nahum Gutman. Seit dem ersten von Arturo Toscanini geleiteten Konzert fotografierte er für das Israel Philharmonic Orchestra. Als Weissensteins bekanntestes Foto gilt das von der Unabhängigkeitserklärung des Staates Israel am 14. Mai 1948 durch David Ben Gurion.

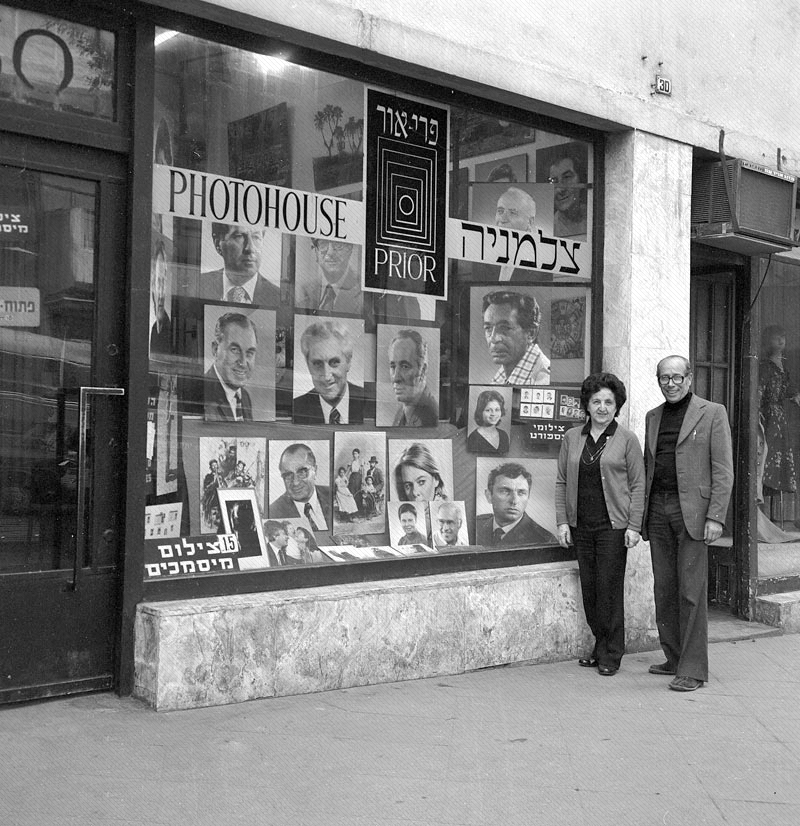
Rudi und Miriam Weissenstein vor ihrem Laden, 1979

## Fotografisches Erbe
Rudi Weissenstein starb 1992; sein Nachlass – ein Fotoarchiv von mehr als 250.000 Negativen – wurde von seiner Witwe bis zu deren Tod 2011 im gemeinsamen Fotogeschäft verwaltet und betreut. Seit 2011 wird das Geschäft vom Enkel Ben Peter Weissenstein in einem neuen Ladengeschäft in der Tshernichovski Street geführt. Miriam Weissenstein und Ben Peter Weissenstein waren Teil des Dokumentarfilmes „Life In Stills“ von Tamar Tal. Dieser befasste sich unter anderem mit der Geschichte des Fotogeschäftes Pri-Or, welches Rudi Weissenstein eröffnet hatte.

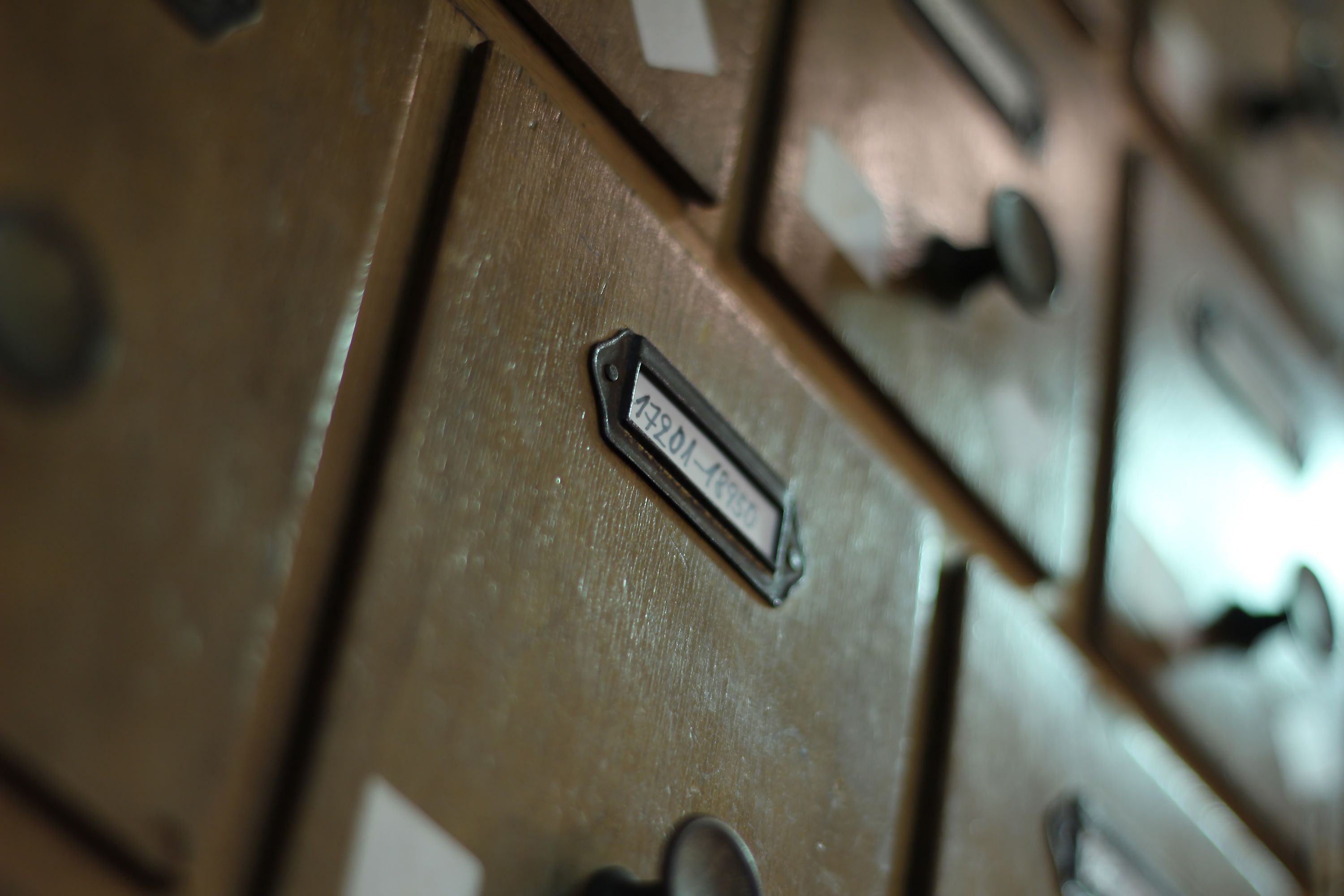
Negativarchiv des Fotografen, Detail

Die Fotografien Weissensteins wurden in Israel und außerhalb in zahlreichen Ausstellungen gezeigt und mit Preisen ausgezeichnet, unter anderem 1961 mit dem Preis bei der Internationalen Fotografieausstellung in Moskau für die Aufnahme „Arbeitende Hände“. 2002 besuchten 150.000 Menschen eine sechswöchige Ausstellung seiner Werke in der Reading Power Station. Die letzte Ausstellung in Deutschland Ihre glücklichen Augen im Jahr 2010 wurde noch von Miriam Weissenstein selbst eröffnet.

## Publikationen
- Dvir Ori: Rudi Weissenstein. Israel Early Photographs. Modan Publishing House, Ben Shemen, 2008, ISBN 965-7141-10-9.
- Michal Amram, Anna-Patricia Kahn, Ben Peter (Hrsg.): Rudi. Discovering the Weissenstein Archive. Kehrer Verlag, Heidelberg 2016, ISBN 978-3-86828-745-5.